# Pelagia Jaworska
Pelagia Jaworska – polska działaczka mariawicka i ekumeniczna, redaktor naczelny Mariawity.

## Życiorys
Jest żoną biskupa Marii Włodzimierza Jaworskiego, w latach 1997-2007 Biskupa Naczelnego Kościoła Starokatolickiego Mariawitów w RP. W latach 1986–1997 była organistką Parafii św. Franciszka z Asyżu w Łodzi będącej siedzibą diecezji śląsko-łódzkiej Kościoła Starokatolickiego Mariawitów w RP.
W latach 1977-1986 i 1997-2008 była redaktorką naczelną Mariawity. Doprowadziła również do wydania brewiarzyków mariawickich zawierających modlitwy do św. Marii Franciszki Kozłowskiej. Była redaktorką publikacji Teologia Miłosierdzia Bożego. Materiały z sympozjów ekumenicznych w Łodzi w latach 1991, 1992 i 1994 (Kościół Starokatolicki Mariawitów, Płock, 2003; ISBN 83-917609-1-X). Pelagia Jaworska była także współtwórczynią i w latach 2003-2007 redaktorką oficjalnej strony internetowej Kościoła - Mariawityzm.pl.
Jako działaczka ekumeniczna do 2005 roku reprezentowała Kościół Starokatolicki Mariawitów w RP w Krajowym Komitecie Światowego Dnia Modlitwy piastując w latach 1990-1996 funkcję wiceprzewodniczącej.